# مغارة مانوت

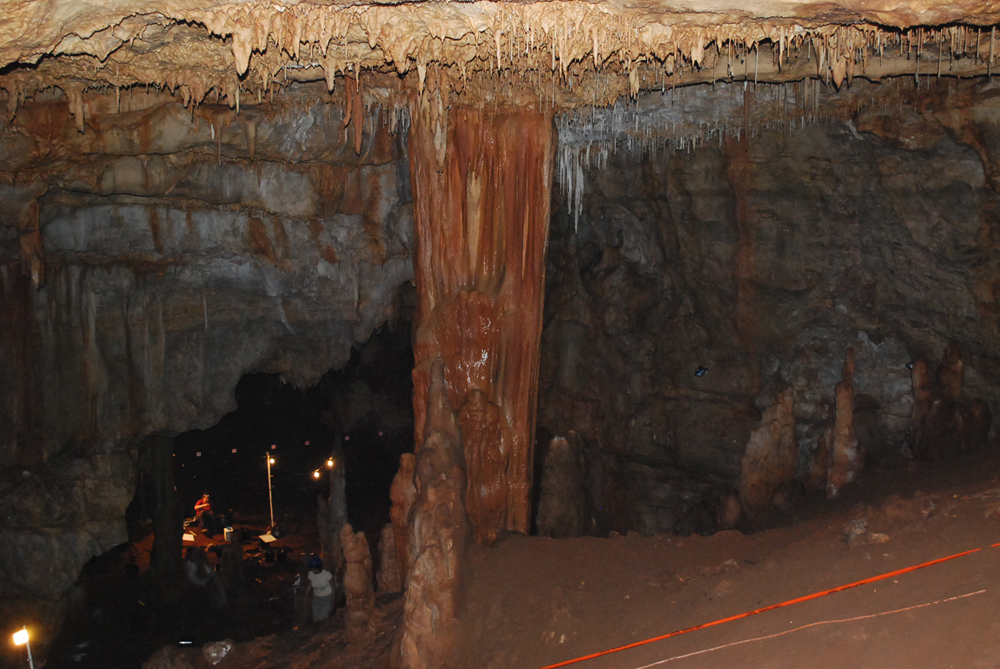
داخل مغارة مانوت

مغارة مانوت تقع في الجليل الغربي في فلسطين التاريخية والتي اكتشفت في عام 2008. وقد عثر فيها على جمجمة تنتمي إلى الإنسان الحديث، الذي قدر عمرها بحوالي 54700 سنة. تم اكتشاف جمجمة جزئية في بداية استكشاف الكهف في عام 2008.وقد أدرك أهميتها بعد تحليل علمي مفصل، ونشرت لأول مرة في 28 يناير 2015. ويعني ذلك أنها أقدم إنسان معروف خارج أفريقيا، ودليل على أن الإنسان المعاصر عاش جنباً إلى جنب مع نياندرتال. ويحوي الكهف على سجل أثري رائع من الصوان والعظام الأثرية".

## الاكتشاف
في عام 2008 وخلال أعمال مد شبكة للصرف الصحي، عثر بالصدفة على الكهف عندما اصطدمت الجرافة بسطحه، والذي ظل مغلقاً لمدة 30 ألف عام، وقد قدم الخبراء من الجامعة العبرية فوراً وقاموا بمسح أولي. وكانت الاكتشافات الهامة عبارة عن أدوات حجرية، وقطع من الفحم، ورفات بشرية، وأدوات للصيد وأصداف بحرية مثقوبة ربما كانت تستخدم للزينة وعظام حيوانية.

## الوصف
تتألف المغارة من قاعة طويلة تبلغ 80 متراً، وعرض بين 10 متر 25 متر.

## أهميتها في التطور البشري

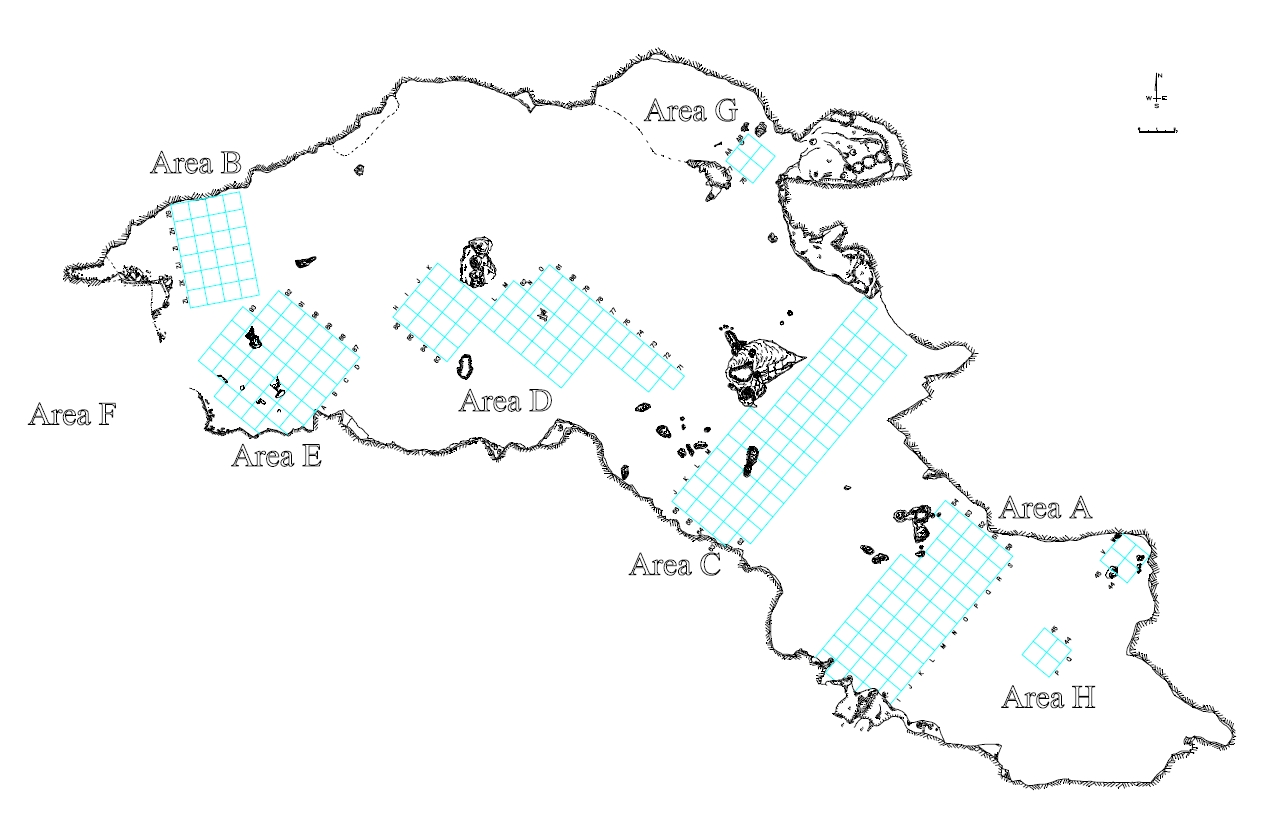
خريطة مغارة مانوت

الاكتشاف الأكثر أهمية في الكهف هو جزء من جمجمة للإنسان الحديث، المشار إليها من قبل علماء الآثار باسم مانوت 1 ويقدر عمرها بقرابة 54700 سنة. وإذا كان ذلك صحيحاً، فإن الاكتشاف هام. ليس فقط لأنها من أقدم هياكل الإنسان الحديث المعروف والتي وجدت خارج أفريقيا، ولكن هذا هو أول دليل مادي يدعم نظرية الخروج من أفريقيا، والتي تنص على أن الإنسان المعاصر غادر أفريقيا قبل حوالي 70000 سنة. بالإضافة إلى ذلك، فإنه يدل على أن الإنسان المعاصر عاش جنباً إلى جنب مع الجنس البشري الآخر وهو نياندرتال في بلاد الشام، وهذا يمكن أن يدعم فكرة أن هذين النوعين قد تعايشوا معاً، كما يتضح من تسلسل الجينوم.